# Jardin zoologique de Schönbrunn
Le Jardin zoologique de Schönbrunn (en allemand Tiergarten Schönbrunn, prononcé /ʃøn.bʁun/) est un parc zoologique autrichien situé dans la capitale, Vienne, sur les terrains du château de Schönbrunn. Il fut fondé en 1752 et est resté en activité depuis, ce qui en fait le plus ancien zoo du monde encore en activité. Depuis 1992 il est geré par une société privée, la Schönbrunner Tiergarten - GesmbH. Il est dirigié par le zoologiste Stephan Hering-Hagenbeck depuis 2020.
Il est l'un des cinq parcs européens qui présentent des pandas géants et l’un des sept à avoir des koalas.

## Historique

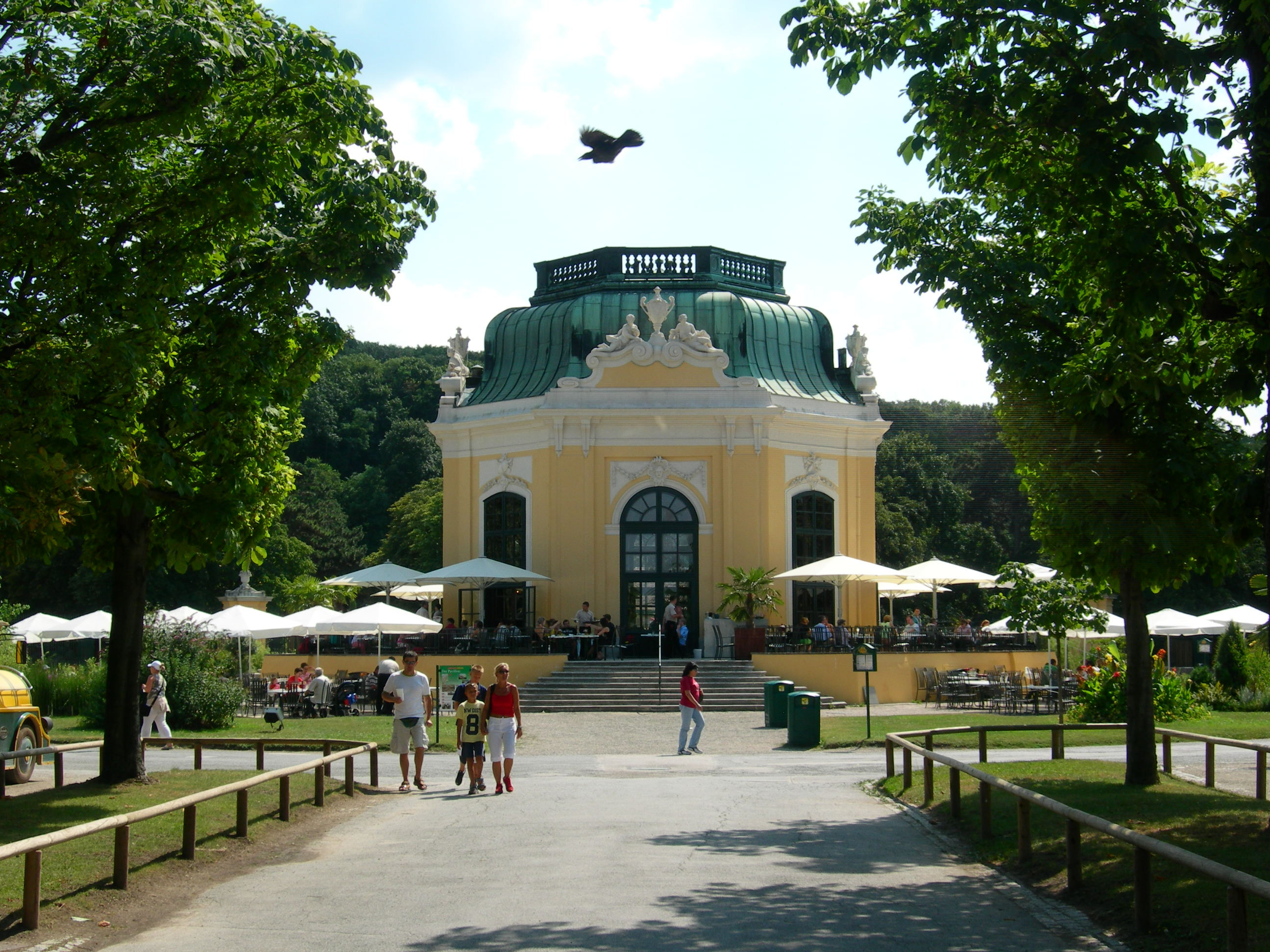
Le pavillon de la ménagerie des Habsbourg dans l'actuel zoo de Schönbrunn, construit par Jean-Nicolas Jadot de Ville-Issey en 1759.

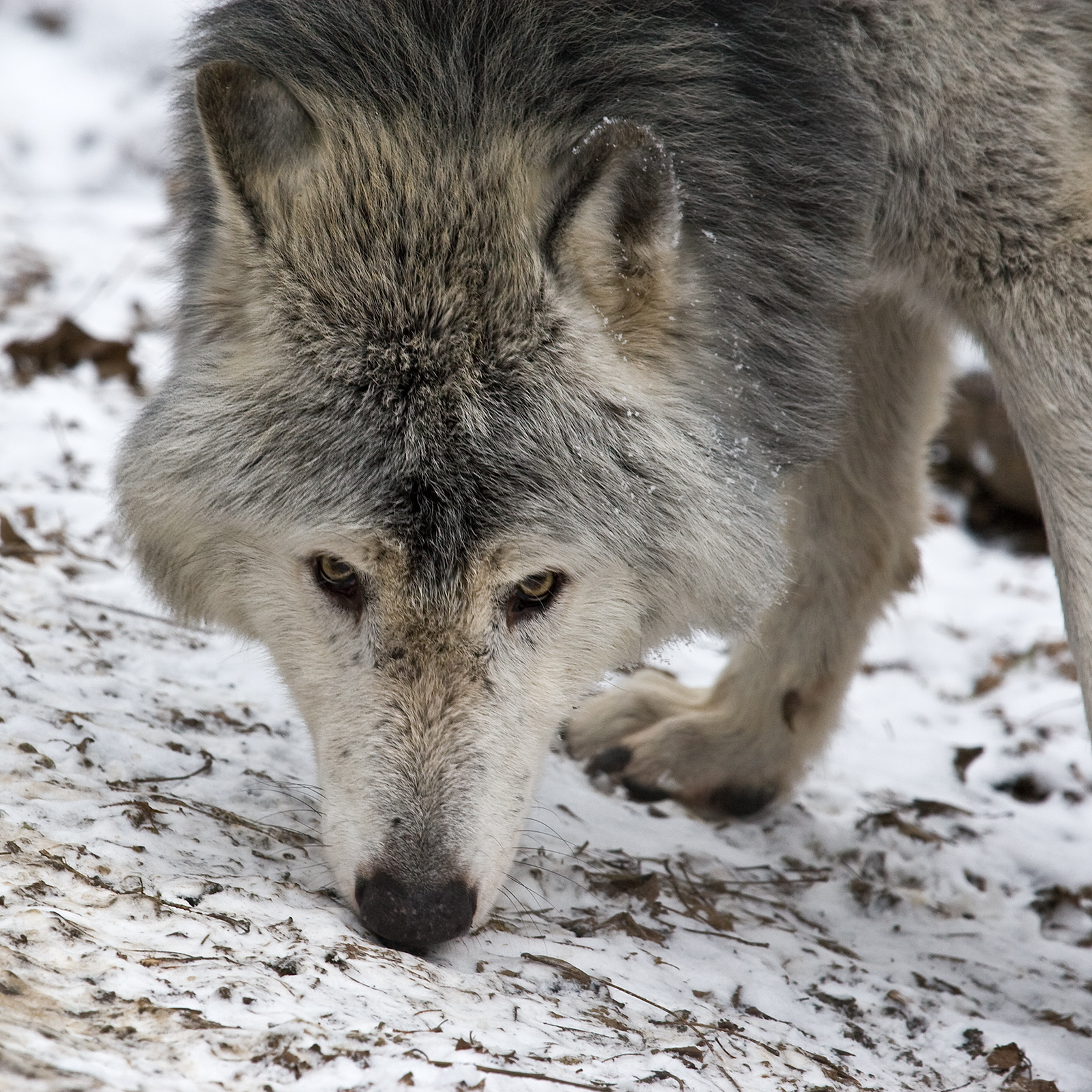
Un loup de l'Est au zoo de Schönbrunn.

C'est le 31 juillet 1752 que l'Empereur des Romains François Ier ouvre sa ménagerie de Schönbrunn, alors réservée uniquement à quelques visiteurs privilégiés et construite sur le modèle de la Ménagerie royale de Versailles. Elle devient publique en 1779, la population viennoise pouvant dès lors la visiter gratuitement.
Elle passe sous le contrôle de la République d'Autriche en 1919, à la fin de la monarchie.
En 1926, le terme ménagerie est abandonné et remplacé par Tiergarten Schönbrunn qui signifie jardin zoologique de Schönbrunn.
En 2002, l'Autriche a frappé la première pièce de collection en euro. Il s'agit d'une pièce argent de 5 euros pour le 250e anniversaire du zoo de Schönbrunn.

## Faune présentée

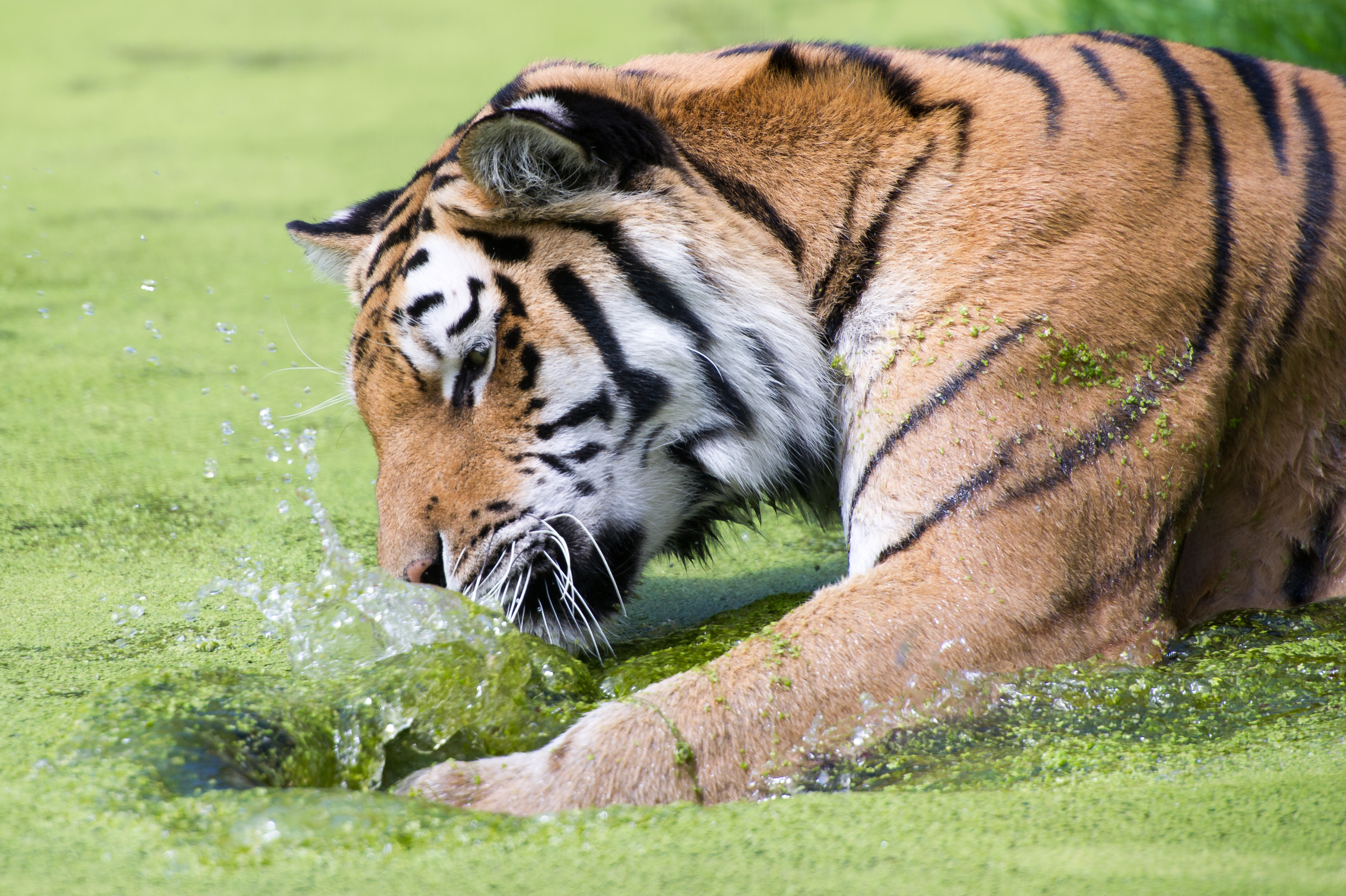
Un tigre de Sibérie au zoo de Vienne.

### Pandas géants
Le zoo de Schönnbrunn est un des rares zoos au monde à avoir des pandas géants. Il y a actuellement un couple Yang Yang (F) et Lang Hui (M), ainsi qu'un de leurs petits Fu Hu (M). Un précédent petit Fu Long (M), né le 23 aout 2007, le premier panda né par insémination naturelle en Europe, a été renvoyé en Chine en 2010. Le 7 août 2016 ce sont deux jumeaux qui ont vu le jour, Fu Feng et Fu Ban. Lang Hui est mort en décembre 2016 d'une tumeur à l'estomac.